# Marla Frazee
Pour les articles homonymes, voir Frazee.
Marla Frazee (16 janvier 1958) est une écrivaine et illustratrice américaine, notamment de littérature jeunesse. Elle remporte à deux reprises la Médaille Caldecott (Honour books).

## Biographie

### Jeunesse et université
Marla Frazee est d'origine libanaise. C'est la fille de Nancy, professeure et de Gerald W., homme d'affaires. Elle naît le 16 janvier 1958 à Los Angeles, en Californie. Elle déménage ensuite à Glendale pendant son enfance. .
Marla Frazee trouve son inspiration dans les livres pour enfants de Maurice Sendak (auteur de Max et les Maximonstres) et Robert McCloskey (auteur de Blueberries for Sal). Elle illustre son premier livre The Friendship Circle alors qu'elle est en troisième année de primaire. Après avoir remporté un prix pour ce livre dans un concours, Marla Frazee en façonne une copie à la main pour sa bibliothèque scolaire. C'est son premier livre.
Elle fréquente le collège dans la région du Grand Los Angeles. En 1981, elle obtient un Bachelor of Fine Arts au Art Center College of Design de Pasadena.

### Carrière

#### Après l'université
Après avoir obtenu son diplôme universitaire, Marla Frazee travaille pour diverses entreprises dans la publicité, l'édition éducative, les jouets, les jeux et les magazines. Elle conçoit également de jouets avec des sociétés comme Mattel, Milton Bradley et Parker Brothers. Marla Frazee fabrique des boîtes Happy Meal pour McDonald's et des personnages pour la National Football League. Elle essaie de travailler sur le plus d'illustration qu'elle peut et envoie son travail à divers éditeurs.

#### World-Famous Muriel and the Magic MysteryetThat Kookoory!(1990–1995)
En 1990, Marla Frazee illustre son premier livre publié, World-Famous Muriel and the Magic Mystery, écrit par Sue Alexander. Après Muriel, Frazee illustre également That Kookoory! écrit par Margaret Walden Froehlich. Le Horn Book Magazine, une revue de littérature pour enfants et de littérature pour jeunes publics de bonnes critiques pour ces livres.

#### The Seven Silly Eaters(1997)
Grâce à la publication de The Seven Silly Eaters, écrie par Mary Ann Hoberman, Marla Frazee connaît un succès modéré dans le domaine de l'illustration. Le livre s'articule autour d'une famille de sept enfants difficiles. Une critique du Horn Book décrit son ouvrage comme : "un plaisir pour les parents et l'enfant". Marla Frazee devient de plus en plus populaire dans le monde des livres pour enfants.

#### On the Morn of Mayfest–Mrs. Biddlebox(1998–2002)
Marla Frazee illustre ensuite de nombreux livres qui contribuent à sa popularité. En 1998, elle illustre On the Morn of Mayfest écrit par Erica Silverman ; puis la chanson populaire Hush, Little Baby en 1999. En 2000, Marla Frazee illustre un livre écrit par Mem Fox, Harriet, tu vas me rendre sauvage!, dans lequel la petite Harriet s'oppose à sa mère mais leur amour l'une pour l'autre reste fort. Puis, en 2001, Marla Frazee illustre Everywhere Babies, un livre écrit par Susan Meyers. Ce dernier raconte aux bébés les diverses façons dont leurs familles les aiment. Marla Frazee illustre ensuite le texte de Linda Smith, Mrs.Biddlebox en 2002. Mrs. Biddlebox utilise tous les éléments de sa mauvaise journée (brouillard, saleté et ciel) pour faire un délicieux gâteau.

#### Roller Coaster(2003)
Marla Frazee écrit son premier livre, Roller Coaster, en 2003. L'idée du livre est conçue lors d'un voyage en famille, au cours duquel les fils de Marla Frazee parlent en permanence des montagnes russes. Roller Coaster est devenu le premier livre écrit et illustré par Frazee. Il raconte un tour de montagnes russes typique avec ses passagers dont une jeune fille inquiète devient le personnage principal.

#### Clémentine–All the World(2006–2009)
En 2006, Marla Frazee illustre Clémentine, une série de livres écrits par Sara Pennypacker. Elle utilise des dessins à la plume et à l'encre pour donner vie à une élève de troisième année trop active et imaginative. Plus récemment, Marla Frazee écrit et illustre A Couple of Boys have the Best Week Ever. Inspirée par les aventures de son fils dans un centre de vacances, elle capture l'essence des vacances d'été et de ce que cela signifie pour les enfants.
Marla Frazee remporte en 2010 sa première Médaille Caldecott pour les illustrations de ce livre, dont elle est aussi l'auteure. Marla Frazee illustre All the World, un livre écrit par Elizabeth Garton Scanlon. Cet ouvrage suit une famille et leurs amis tout au long d'une journée et se termine par un rassemblement festif la nuit. Pour ses belles illustrations et ses doubles pages, Frazee remporte une autre médaille Caldecott.

#### C'est bébé qui commande!(The Boss Baby- 2010)
À l'automne 2010, C'est bébé qui commande ! (The Boss Baby) écrit et illustré par Marla Frazee, est publié. Elle y décrit l'arrivée d'un bébé chez un jeune couple. The Boss Baby obtient de bonnes critiques. Le Horn Book Magazine le surnomme « le hit du baby-shower de cette année »[réf. souhaitée]. Au total, le livre recueille plus de trois critiques étoilées. DreamWorks Animation sort un long métrage d'animation basé sur le livre en mars 2017. La suite est prévue pour mars 2021. Le studio d'animation sort également une émission Netflix basée sur le livre intitulé Baby Boss : Retour au Berceau.

#### Vie personnelle
Pendant ses études, Marla Frazee rencontre le photographe Tim Bradley, qu'elle épouse en 1982. Ensemble, ils ont trois fils : Graham, Reed et James qui inspirent plusieurs de ses livres. Ils divorcent en 2013.
Elle réside à Pasadena, en Californie.

## Prix et distinctions
- 2001 : School Library Journal's Best Book
- 2009 : Médaille Caldecott pour A Couple of Boys Have the Best Week Ever
- 2010 : Médaille Caldecott pour  All the World
- 2019 : Charlotte Zolotow Award pour Little Bear[10]
- 2016 : « Honour List » de l'IBBY pour The Farmer and the Clown[11]
- Horn Book Fanfare
- Parenting Magazine Reading Magic Award
- Society of Children's Book Writer's and Illustrator's Golden Kite Award
- Children's Literature Council of Southern California's Excellence in Illustration Award

## Publications
Elle publie de nombreux ouvrages, pour lesquels elle remporte de multiples récompenses comme illustratrice et auteure dont,,,,, :

### Auteure en collaboration
- Quel est le secret du père Noël ? [« Santa Claus, the world's number one toy expert »] (trad. Didier Debord), Toulouse, Milan, 2017 (ISBN 9782745972019).
- avec Alice Delarbre, C'est bébé qui commande ! [« The boss baby »], Paris, Père Castor-Flammarion, 2012 (ISBN 9782081263758).
- avec Sara Pennypacker, Ariane Bataille (ill. Marla Frazee), Clémentine a tous les talents [« The talented Clementine »], Paris, Rageot, 2012 (ISBN 9782700238143).
- Sara Pennypacker (trad. Ariane Bataille, ill. Marla Frazee), La folle semaine de Clémentine, Paris, Rageot, 2012 (ISBN 9782700238136).
- Sara Pennypacker (trad. Ariane Bataille, ill. Marla Frazee), Clémentine et la lettre secrète [« Clémentine's letter »], Paris, Rageot, 2013 (ISBN 9782700239355).
- Sara Pennypacker (trad. Ariane Bataille, ill. Marla Frazee), Clémentine notre amie à tous [« Clementine, friend of the week »], Paris, Rageot, 2013 (ISBN 9782700239515).
- Sara Pennypacker (trad. Ariane Bataille, ill. Marla Frazee), Une surprise pour Clémentine [« Clementine and the family meeting »], Paris, Rageot, 2014 (ISBN 9782700247633).

### Illustratrice
- (en) Sue Alexander (ill. Marla Frazee), World Famous Muriel and the Magic Mystery, New York, Crowell, 1990 (OCLC 1245993495).
- (en) Margaret Walden Froehlich (ill. Marla Frazee), That Kookoory!, San Diego, Browndeer Press, 1995 (ISBN 9780152776503).
- (en) Mary Ann Hoberman (ill. Marla Frazee), The Seven Silly Eaters, San Diego, Harcourt Brace, 1997 (OCLC 1280854336).
- (en) Erica Silverman (ill. Marla Frazee), On the Morn of Mayfest, New York, Simon & Schuster, 2011 (1re éd. 1998) (ISBN 9781442443419).
- (en) Mem Fox (ill. Marla Frazee), Harriet, You'll Drive Me Wild!, Lindfield, N.S.W., Scholastic Australia, 2013 (ISBN 9781743620489).
- (en) Susan Meyers (ill. Marla Frazee), Everywhere Babies, Boston, Massachusetts, Houghton Mifflin Harcourt, 2016 (1re éd. 2001) (ISBN 9780544791206).
- (en) Linda Smith (ill. Marla Frazee), Mrs. Biddlebox, Orlando, Fla, Harcourt, 2007 (ISBN 9780152063498).
- (en) Woody Guthrie (ill. Marla Frazee), New Baby Train, New York, Little, Brown, 2004 (ISBN 9780316072038).
- Série Clementine (auteure Sarah Pennypacker) :
  - (en) Clementine (ill. Marla Frazee).
  - (en) The Talented Clementine (ill. Marla Frazee).
  - (en) Clementine's Letter (ill. Marla Frazee).
- (en) Liz Garton Scanlon (ill. Marla Frazee), All The World, New York, Little Simon, an imprint of Simon & Schuster Children's Publishing Division, 2015 (1re éd. 2009) (ISBN 9781481431217).
- (en) Mary Lyn Ray (ill. Marla Frazee), « Stars », New York Times Book Review, vol. 116, no 42,‎ 16 octobre 2011, p. 20 (ISSN 0028-7806).
- (en) Allyn Johnston, « Why we're still in love with picture books : (even though they're supposed to be dead) », Horn Book Magazine, vol. 87, no 3,‎ mai-juin 2011, p. 10-18 (OCLC 1101741252)
- (en) The People in Pineapple Place – cover (ill. Marla Frazee).
- (en) Aurora county all stars (ill. Marla Frazee).

### Auteure et illustratrice
- (en) Roller Coaster, Live Oak Media, 2011 (ISBN 1430110198).
- (en) Santa Claus, The World's Number One Toy Expert, Boston, Massachusetts, Houghton Miffling Harcourt, 2018 (ISBN 9781328485427).
- (en) Walk On, A Guide for Babies of All Ages, Orlando, Harcourt Inc., 2006 (ISBN 9780152055738).
- (en) Hush Little Baby: A Folk Song with Pictures (ill. Marla Frazee), Orlando, Fla., Harcourt, 2007 (ISBN 9780152058876)
- (en) A couple of boys have the best week ever, Gulliver books, 2008 (ISBN 9780152060206, présentation en ligne).
- (en) The Boss Baby, New York, Beach Lane Books, 2010 (1re éd. 2009) (ISBN 9781442401679).
- (en) The Bossier Baby, London, Simon & Schuster, 2017 (ISBN 9781471161100).
- (en) The Farmer and the Clown, Beach Lane Books, 2021 (ISBN 9781534487550).
- (en) Boot and Shoe, Prince Frederick, MD, Recorded Books, LLC, Overdrive Inc., 2013 (ISBN 9781442457065).